# Романовка (Томская область)
Рома́новка — деревня в Томском районе Томской области. Входит в состав Новорождественского сельского поселения.
Деревня стоит на берегу реки Омутная на самом востоке Томского района, неподалёку от границы с Кемеровской областью. Расстояние до Томска — около 60 километров.

## Население
| 2002 | 2008 | 2009 | 2010 | 2011 | 2012 | 2013 |
| ---- | ---- | ---- | ---- | ---- | ---- | ---- |
| 221  | ↘202 | ↗207 | ↘181 | ↗182 | ↘180 | ↘173 |
| 2014 | 2015 | 2021 |      |      |      |      |
| ↘166 | ↘162 | ↘157 |      |      |      |      |

## Социальная сфера и экономика
В Романовке есть фельдшерско-акушерский пункт. Ближайшие школа и детский сад расположены в селе Новорождественском.
Услуги по поставке тепла осуществляет ЗАО «Восточная Инвестиционная Газовая компания». Основная сфера занятости населения — сельское хозяйство на личных подсобных участках.